# Alphonse Brenez
Alphonse Brenez (Hornu, 7 november 1862 – aldaar, 14 februari 1933) was een Belgisch volksvertegenwoordiger.

## Levensloop
Brenez ging na zijn lager onderwijs aan de slag als mijnwerker. In januari 1882 werd hij actief in het Belgisch leger, waar hij diende in het 2e Regiment Jagers te Voet en het tot sergeant schopte. In april 1887 werd hij als aanhanger van het socialisme ontslagen, waarna hij naar Noord-Amerika emigreerde. Daar ging hij als mijnwerker aan de slag in de Rocky Mountains in Canada en de Verenigde Staten.
In januari 1888 keerde Brenez terug naar België en ging aan de slag in de mijn van Wasmuel. Hij werd er actief in de socialistische arbeidersbeweging en was als syndicaal voorman betrokken bij stakingen en betogingen voor een achturige werkdag. In 1891 was hij medeoprichter van de mijnwerkersvakbond van Hornu en hij zetelde tevens in het comité van de Algemene Mijnwerkersvakbond van de Borinage. Daarnaast maakte hij deel uit van het regionale comité van de socialistische Belgische Werkliedenpartij.
Tijdens de algemene staking van april 1893 om het algemeen stemrecht af te dwingen, was Brenez betrokken bij het opzetten van een barricade in Quaregnon, waar het tot een gewelddadige confrontatie kwam tussen stakers en de ordediensten, met vier zwaargewonden als gevolg. Brenez werd op 16 april 1893 opgepakt en via snelrecht voor de rechtbank gebracht. Op 13 mei 1893 werd hij door het hof van beroep in Brussel veroordeeld tot vijf jaar cel, als leider van een georganiseerde rebellie door een gewapende bende. De veroordeling werd in socialistische middens als onrechtvaardig beschouwd en vanaf toen was Brenez voor lange tijd een van de populairste leiders van de mijnwerkersvakbond in de Borinage. Van 1901 tot 1908 was hij secretaris van de regionale mijnwerkersvakbond van de Borinage en na 1918 zetelde hij eveneens in het nationaal bureau van de Nationale Centrale der Mijnwerkers van België.
Na de invoering van het algemeen meervoudig stemrecht werd Brenez in oktober 1894 verkozen tot socialistisch volksvertegenwoordiger voor het arrondissement Bergen. Op het ogenblik van zijn verkiezing was hij opgesloten in de gevangenis van Bergen. Op 11 november 1894 besliste de Kamer eenparig zijn vrijlating te bevelen. Hij bleef in de Kamer zetelen tot in 1929, hetzij meer dan vijfendertig jaar. In het parlement kwam hij zelden aan het woord, uitsluitend om sociale problemen in de mijnen of onveilige werkomstandigheden voor mijnwerkers aan te kaarten. Brenez kreeg soms kritiek op zijn gebrekkige activiteit in het parlement en bepaalde partijgenoten vonden dat hij zich moest laten opvolgen in het parlement. De mijnstaking van 1912 in de Borinage bood Brenez de kans om behendig weer op het voorplan te komen en zijn critici het nakijken te geven. Bij de verkiezingen van 1929 stelde hij zich vrijwillig geen kandidaat meer.
In 1895 was Brenez in Hornu medeoprichter van de coöperatieve L'Avenir socialiste, waarvan hij samen met de latere senator François Quinchon beheerder van was. In 1899 stond hij mee aan de wieg van de coöperatieve drukkerij van Cuesmes en was er ook beheerder van. In 1895 werd hij daarenboven gemeenteraadslid van Hornu en van 1907 tot 1932 was hij er schepen van Openbare Werken. Tijdens de Eerste Wereldoorlog was hij lid van de plaatselijke afdeling van het Nationaal Hulp- en Voedingskomiteit.
Voorts werkte Brenez af en toe mee aan de socialistische kranten Le Suffrage Universel en L'Avenir du Borinage en was hij als militant van de Waalse Beweging van 1919 tot 1933 lid van de Assemblée wallonne.
Er is een Rue Alphonse Brenez in Hornu.